# Antoine Cossu
[[ |vignette]]
Antoine Cossu, connu sous le pseudonyme de "Tony l'Anguille", né le 11 mai 1940 à la Belle-de-Mai, à Marseille est un braqueur français. Il doit son surnom aux services de polices l'associant à une anguille du fait qu'il parvenait de nombreuses fois à leur glisser des mains,, notamment à Paris[réf. souhaitée].

## Biographie
Issu d'une famille de paysans sardes, son père ancien docker venu travailler à Marseille, meurt quand il a 10 ans. 
Il commence dans le vol de cuivre et de plomb dans les usines qui ont été bombardées à la fin de la guerre. Le vol devient presque un passe-temps qui a pris racine au port de Marseille qu'il fréquente dès ses 7 ans et où il dérobe tout ce qui peut se trouver à bord des bateaux à quai. Refusant le système scolaire, il a toutefois une formation de plombier zingueur durant une période de six mois à ses 14 ans. Il quitte son emploi en volant le contenu de la caisse profitant du manque de vigilance de la secrétaire.
Dans les années 1970 et 1980, deux bandes célèbres s'opposent dans la région de Marseille, celle de la famille Zampa et celle qui gravite autour de Francis le Belge, Jacky Imbert et Antoine Cossu. Antoine Cossu déclare avoir « passé près de trente ans derrière les barreaux » au cours de sa carrière criminelle.

## Publications
- Taxi pour un ange, Plon, 2009 (prix Intramuros de Cognac 2010[7])
- A prendre ou a laisser, Plon, 2011
- A chacun sa loi - Inspiré de faits réels, Ring, 2017